# Phyllotreta lubischevi
Phyllotreta lubischevi es una especie de insecto coleóptero de la familia Chrysomelidae. Fue descrita científicamente en 1992 por Lopatin in Konstantinov & Lopatin.